# Castellum Alpen-Drüpt
Castellum Alpen-Drüpt was een Romeins fort voor hulptroepen (auxilia) aan de Neder-Germaanse limes in de gemeente Alpen bij het dorp Drüpt in Noordrijn-Westfalen.

## Topografie
Het fort was gelegen aan de Borthsche Ley, een oude hoefijzervormige en dichtgeslibde meander van de Nederrijn ten zuiden van de monding van de Lippe, een nog steeds moerassig gebied. Het fort, deels geërodeerd door de Rijn, maar waarvan het centrale deel vastgelegd is door luchtfoto's, lag aan de heerbaan Katwijk–Utrecht–Nijmegen–Xanten.

## Archeologische vondsten
Al in de achttiende en negentiende eeuw zijn talrijke Romeinse vondsten gedaan, waaronder veel munten en stenen.
In de jaren 1960 werden vanuit de lucht vele parallelle en rechthoekige greppelsporen waargenomen, die gezien de nabijheid van de limes op legerkampen duidden.
In 2015 startte een onderzoeksprogramma met uitgebreide geofysische landmetingen en kleine proefsleuven, waarbij het fort gedetecteerd werd.
Het centrale deel van het interieur van het fort is zeer goed gedocumenteerd door middel van niet-invasieve methoden. Het hoofdkantoor (Lat. principia), het huis van de commandant (Lat. praetorium) en een opslaggebouw (Lat. horreum) zijn vastgelegd door luchtfoto's en magnetometeronderzoek.

## Werelderfgoed
De Nederlandse en Duitse regering hebben de Neder-Germaanse limes voorgedragen voor de kandidatenlijst voor het werelderfgoed als uitbreiding op de delen in Duitsland en Engeland. Op 9 januari 2020 is het nominatiedossier aan de UNESCO aangeboden, met daarin de meest complete en best bewaarde vindplaatsen uit de Romeinse tijd.
Op 4 juni is een positief advies uitgebracht door ICOMOS.
Het nieuw ontdekte hulpfort dicht een belangrijk gat in de keten van locaties tussen Asciburgium en Castra Vetera.